# 昂斯尼-圣热雷翁
昂斯尼-圣热雷翁（法語：Ancenis-Saint-Géréon，發音：[ɑ̃sni sɛ̃ ʒeʁeɔ̃] ⓘ），法国西部城市，卢瓦尔河地区大区大西洋卢瓦尔省的一个市镇，隶属于沙托布里扬-昂斯尼区，其市镇面积为27.58平方公里，2022年1月1日时人口数量为11,346人，在法国城市中排名第897位。
昂斯尼-圣热雷翁成立于2019年1月1日，由昂斯尼和圣热雷翁两个市镇合并而成。该市镇位于大西洋卢瓦尔省东部，卢瓦尔河右岸，隔河与曼恩-卢瓦尔省相望，是一个区域性的中心城市，A11高速公路、图尔－圣纳泽尔铁路以及多条省道在此交汇。

## 地名来源

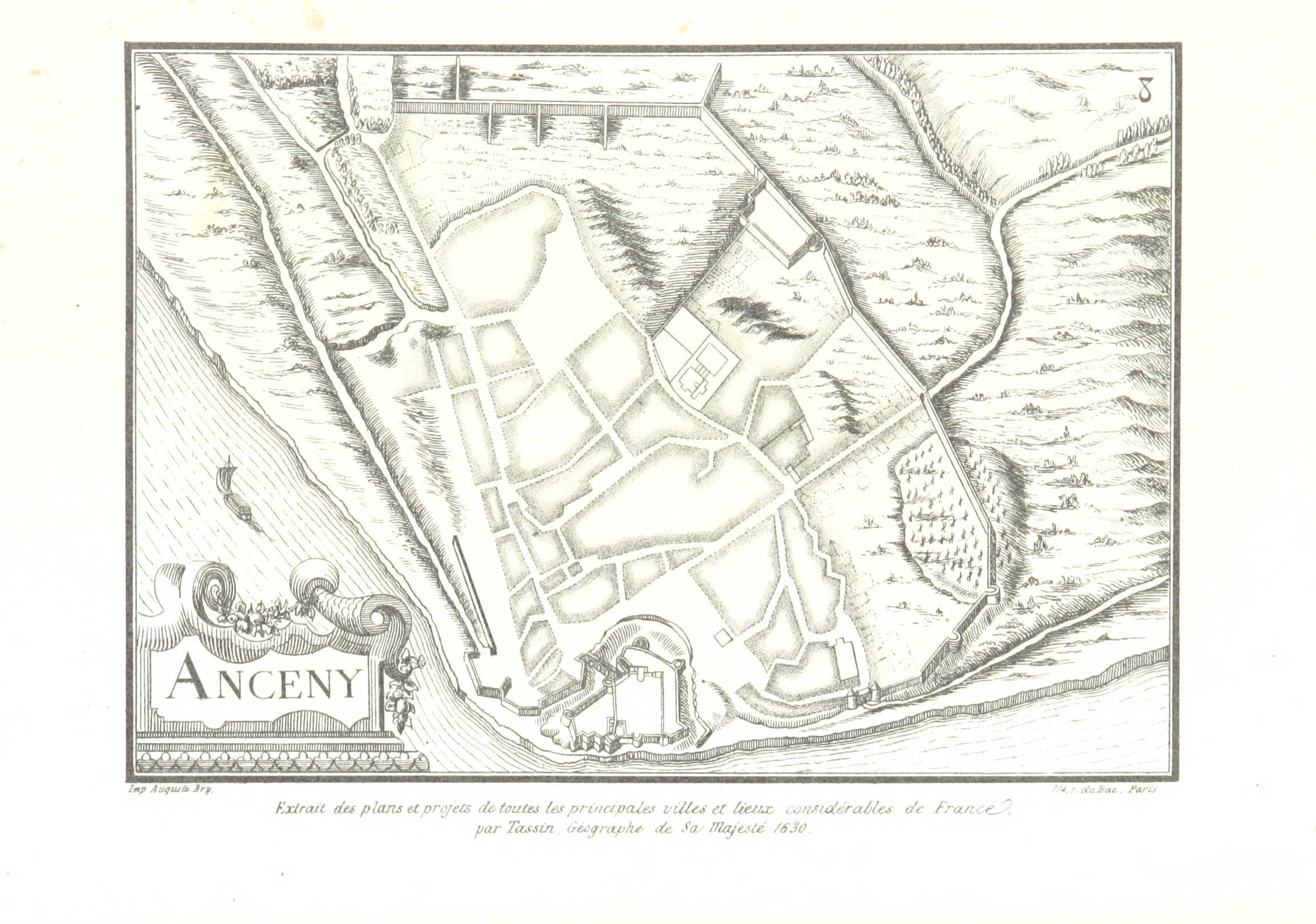
17世纪的昂斯尼地图

“昂斯尼”一名的来源尚存在争议，多数学者认为该名称出自凯尔特语“Andenemessos”，意为“安德卡维人的祝圣森林”；史学家皮埃尔-亨利·比伊（Pierre-Henri Billy）则认为Ancenis出自拉丁语人名“Antianus”。
“圣热雷翁”一名来自天主教同名圣人，其生平尚有待考证，该名称最初于公元11世纪以拉丁语“Sancti Gereonis Aurelianis”的形式被记载。
昂斯尼-圣热雷翁所处区域历史上曾通用布列塔尼语，“Ancenis”和“Saint-Géréon”对应的布列塔尼语拼写分别为“Ankiniz”和“Sant-Gerent”。

## 历史

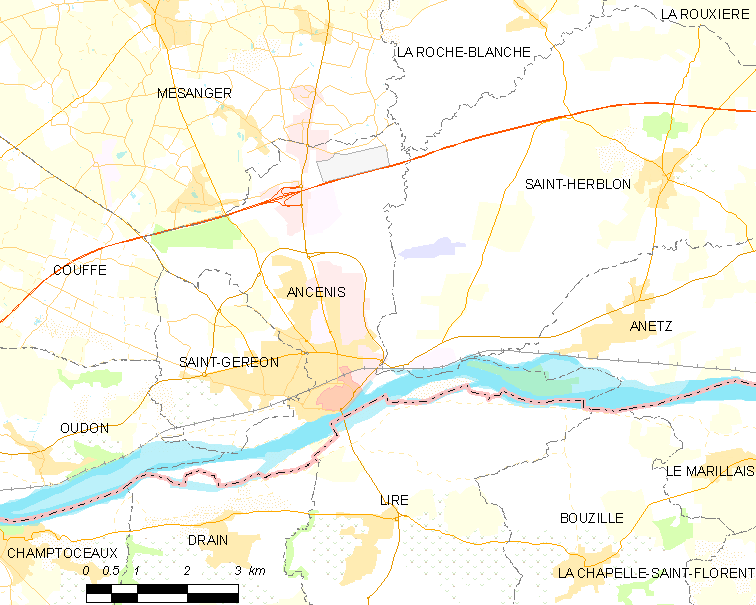
昂斯尼市镇范围地图

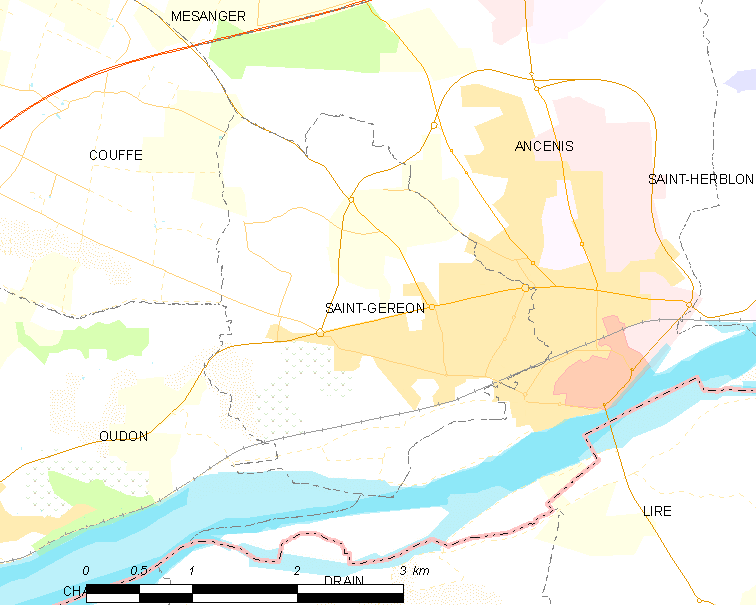
圣热雷翁市镇范围地图

昂斯尼-圣热雷翁成立于2019年1月1日，由昂斯尼和圣热雷翁两个市镇合并而成，新的市镇政府驻地位于昂斯尼。

### 昂斯尼
昂斯尼的早期历史尚不清楚。公元8世纪时，昂斯尼所处的卢瓦尔河下游区域曾被诺曼人占领，后被布列塔尼领主诺米诺埃率兵击退。公元9世纪末，随着诺米诺埃之子埃里斯波埃的逝世，布列塔尼失去了在安茹和曼恩地区的控制。为加强边境防御，南特伯爵布列塔尼的盖雷克于公元984年在卢瓦尔河下游的一处河心岛的右岸主持修建防御城塞，该城塞成为了昂斯尼的城市前身。英法百年战争期间，昂斯尼曾被英格兰军队占领，后一度被克利松伯爵奥利维耶五世率兵征服。战争结束后，为讨伐法兰西国王，布列塔尼公爵曾加入公益同盟。1468年，布列塔尼领主法兰索瓦二世和法兰西国王路易十一在此签订了《昂斯尼条约》，布列塔尼由此被迫退出公益同盟。1532年，包括昂斯尼在内的整个布列塔尼并入法兰西王国。18世纪时，随着卢瓦尔河航路的开辟，昂斯尼一度成为一个商业码头。法国大革命后，昂斯尼成为内卢瓦尔省（今大西洋卢瓦尔省）的一个市镇，并为该省的一个地区行署，1801年起成为副省会。横跨卢瓦尔河的桥梁于1839年建成，途径昂斯尼的图尔－圣纳泽尔铁路则于1857年全线通车。二战后，随着高速公路的建成以及通勤列车的开行，昂斯尼逐渐发展成为南特的一个远郊卫星城，当地人口数量逐年增加，并出现了集中式居民区。2017年，昂斯尼副省会政府被撤销，原昂斯尼区整体并入沙托布里扬区，成为沙托布里扬-昂斯尼区。

### 圣热雷翁
根据南特地区历史学家皮特尔·德利勒·迪德勒纳克的论述，圣热雷翁所处区域在新石器时期就已出现人类活动。公元4世纪时，圣热雷翁为代奥勒圣母修道院的一处领地。中世纪时，圣热雷翁长期为一处普通农业村落。法国大革命后，圣热雷翁成为内卢瓦尔省（今大西洋卢瓦尔省）的一个市镇。二战后，随着昂斯尼的城市扩张，圣热雷翁的人口数量有所增加。

## 地理

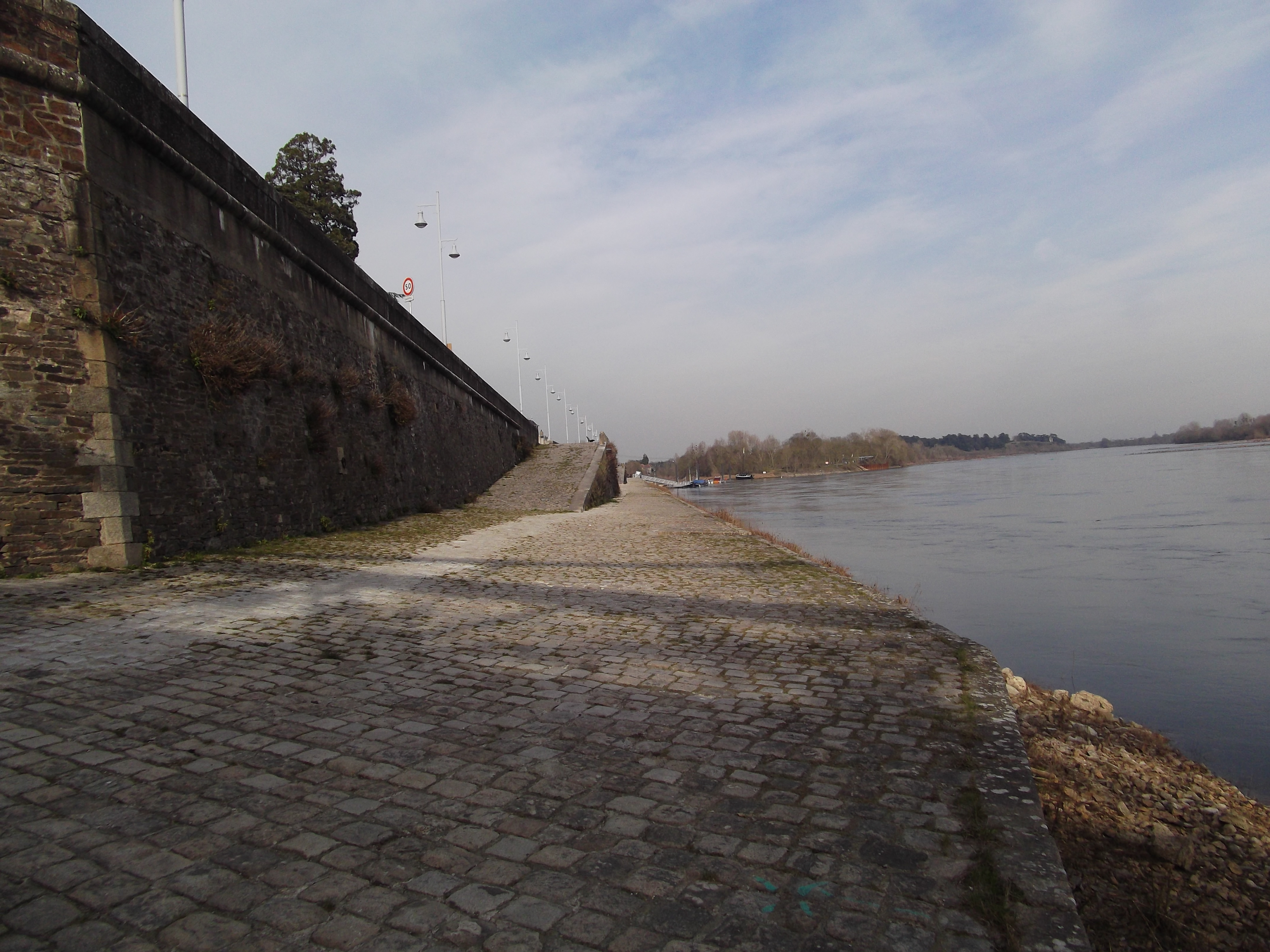
卢瓦尔河昂斯尼-圣热雷翁段的河堤

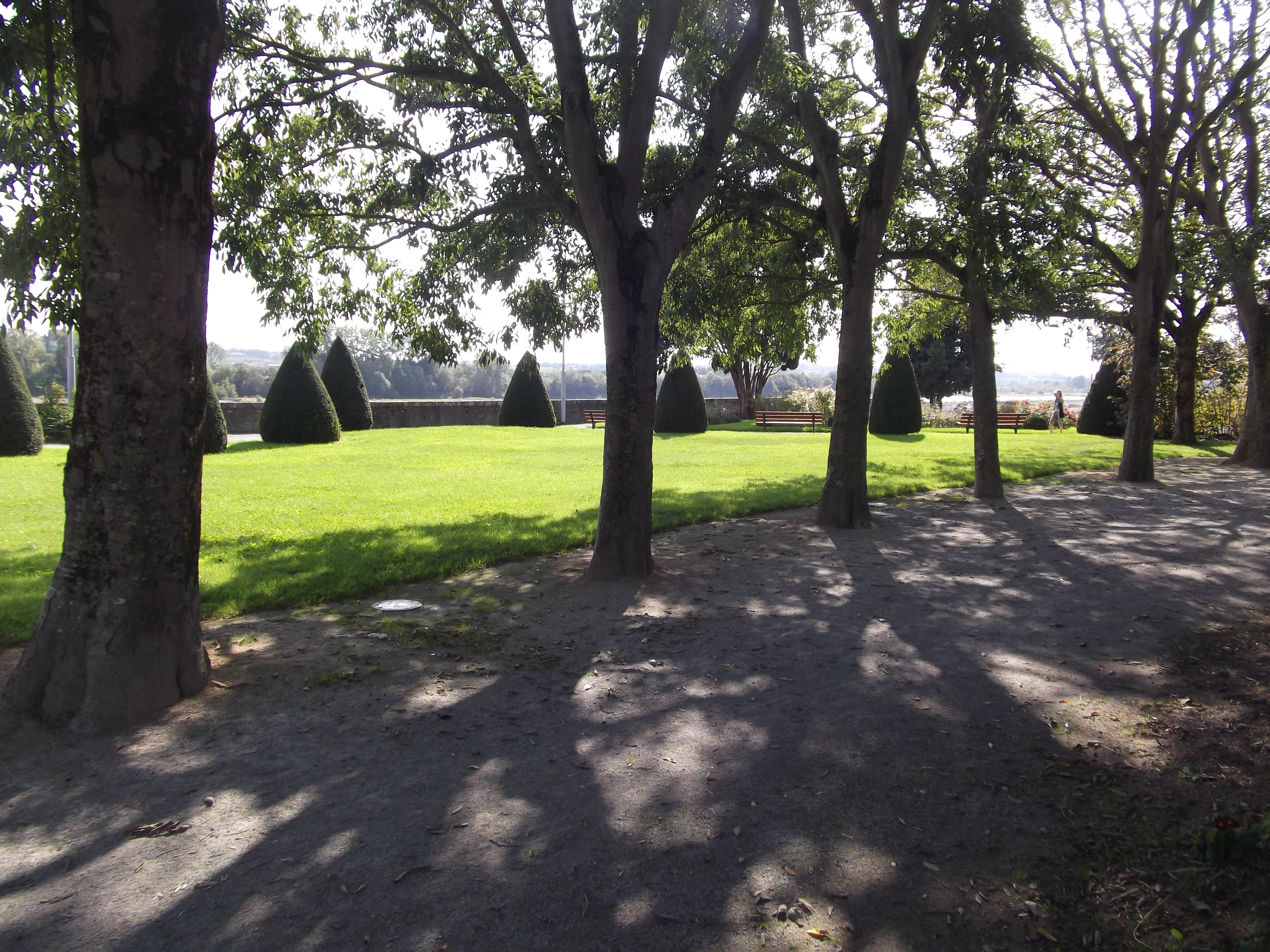
埃佩龙花园

昂斯尼-圣热雷翁位于法国西部，卢瓦尔河地区大区中部和大西洋卢瓦尔省东部，距离省会南特大约36公里。与昂斯尼-圣热雷翁接壤的市镇包括：库费、梅桑热、拉罗什布朗什、卢瓦尔河畔韦尔、奥雷当茹、乌东。

### 地形
昂斯尼-圣热雷翁位于阿摩里卡丘陵东南部延伸地带，境内以平原为主，市镇中心地势较为平坦，全境海拔在5到41米之间。

### 水文
卢瓦尔河干流自东向西流经境内，其市镇范围内有多处水塘，其中圣热雷翁湖（Étang de Saint-Géréon）位于镇中心。

### 植被
昂斯尼-圣热雷翁属于温带阔叶混交林区，市区内的主要绿地公园包括圣热雷翁湖附近的绿流公园（Coulée verte）、埃佩龙花园（Jardin de l'Eperon）等，均常年免费向公众开放。
在鲜花城市的评比中，昂斯尼-圣热雷翁被评为3星级鲜花城市。

### 气候
昂斯尼-圣热雷翁在柯本气候分类法中属于温带海洋性气候。
昂斯尼-圣热雷翁境内设有气象站，以下为该气象站的数据（其中日照数据取自南特气象站）：
| 昂斯尼 1981年－2019年 | 昂斯尼 1981年－2019年 | 昂斯尼 1981年－2019年 | 昂斯尼 1981年－2019年 | 昂斯尼 1981年－2019年 | 昂斯尼 1981年－2019年 | 昂斯尼 1981年－2019年 | 昂斯尼 1981年－2019年 | 昂斯尼 1981年－2019年 | 昂斯尼 1981年－2019年 | 昂斯尼 1981年－2019年 | 昂斯尼 1981年－2019年 | 昂斯尼 1981年－2019年 | 昂斯尼 1981年－2019年 |
| 月份                  | 1月                   | 2月                   | 3月                   | 4月                   | 5月                   | 6月                   | 7月                   | 8月                   | 9月                   | 10月                  | 11月                  | 12月                  | 全年                  |
| --------------------- | --------------------- | --------------------- | --------------------- | --------------------- | --------------------- | --------------------- | --------------------- | --------------------- | --------------------- | --------------------- | --------------------- | --------------------- | --------------------- |
| 历史最高温 °C（°F）   | 18.7 (65.7)           | 21 (70)               | 25.8 (78.4)           | 30.9 (87.6)           | 32.2 (90.0)           | 38.5 (101.3)          | 39.7 (103.5)          | 41 (106)              | 34.5 (94.1)           | 31.8 (89.2)           | 21.8 (71.2)           | 18 (64)               | 41 (106)              |
| 平均高温 °C（°F）     | 9 (48)                | 10.2 (50.4)           | 13.7 (56.7)           | 16.5 (61.7)           | 20.4 (68.7)           | 24.2 (75.6)           | 26.3 (79.3)           | 26.4 (79.5)           | 23.1 (73.6)           | 18 (64)               | 12.5 (54.5)           | 9.3 (48.7)            | 17.5 (63.5)           |
| 日均气温 °C（°F）     | 5.9 (42.6)            | 6.3 (43.3)            | 9 (48)                | 11.2 (52.2)           | 14.9 (58.8)           | 18.1 (64.6)           | 20.1 (68.2)           | 20.1 (68.2)           | 17.2 (63.0)           | 13.5 (56.3)           | 8.9 (48.0)            | 6.2 (43.2)            | 12.6 (54.7)           |
| 平均低温 °C（°F）     | 2.8 (37.0)            | 2.5 (36.5)            | 4.3 (39.7)            | 5.8 (42.4)            | 9.3 (48.7)            | 12 (54)               | 13.9 (57.0)           | 13.8 (56.8)           | 11.2 (52.2)           | 8.9 (48.0)            | 5.3 (41.5)            | 3 (37)                | 7.7 (45.9)            |
| 历史最低温 °C（°F）   | −13.8 (7.2)           | −12.6 (9.3)           | −9.6 (14.7)           | −3.5 (25.7)           | 0.1 (32.2)            | 3.2 (37.8)            | 5.4 (41.7)            | 5.4 (41.7)            | 1.5 (34.7)            | −3.8 (25.2)           | −7.2 (19.0)           | −10.7 (12.7)          | −13.8 (7.2)           |
| 平均降水量 mm（）     | 85.8 (3.38)           | 64.9 (2.56)           | 56.8 (2.24)           | 59.6 (2.35)           | 63.7 (2.51)           | 45.3 (1.78)           | 49.8 (1.96)           | 44.8 (1.76)           | 57.9 (2.28)           | 81.8 (3.22)           | 80.7 (3.18)           | 90.5 (3.56)           | 781.6 (30.77)         |
| 月均日照時數          | 73.2                  | 97.3                  | 141.3                 | 169.8                 | 189                   | 206.5                 | 213.7                 | 226.8                 | 193.8                 | 118.2                 | 85.8                  | 76.1                  | 1,791.5               |
| 来源：infoclimat.fr   |                       |                       |                       |                       |                       |                       |                       |                       |                       |                       |                       |                       |                       |

## 行政区划
昂斯尼-圣热雷翁是法国卢瓦尔河地区大区大西洋卢瓦尔省的一个市镇，编号为44003。昂斯尼-圣热雷翁隶属于沙托布里扬-昂斯尼区、大西洋卢瓦尔省第六选区，管理昂斯尼-圣热雷翁县，同时也是昂斯尼地区市镇公共社区的办公驻地。
昂斯尼-圣热雷翁市镇被划为6个街区，并实行街区自治制度。
法国国家统计与经济研究所（简称）在进行数据统计时，将昂斯尼-圣热雷翁单独设为昂斯尼-圣热雷翁城市核心区以及昂斯尼-圣热雷翁城市区。自2020年起，昂斯尼-圣热雷翁城市区被包含12个市镇的昂斯尼-圣热雷翁城市辐射区代替。此外，还将昂斯尼-圣热雷翁市镇分为了4个“块区”（IRIS），以便于统计人口分布情况。

## 交通

### 公路
A11高速公路经过昂斯尼-圣热雷翁市区北部，通过20号出入口连接市区，此外多条大西洋卢瓦尔省省道在昂斯尼-圣热雷翁境内交汇。卢瓦尔河地区大区下属的城际客运提供巴士线路，可前往绍莱和旧圣弗洛朗。
| 20 | 5 |

| 4 | 53 |

| 南特 | 37 |

| 绍莱 | 48 |

| 昂热 | 53 |

| 沙托布里扬 | 49 |

| 圣于连德武旺特 | 36 |

| 卢瓦罗克桑斯 | 13 |

2018年，78.8%的昂斯尼-圣热雷翁家庭拥有至少一辆私人汽车。2019年，昂斯尼-圣热雷翁境内共发生各类交通事故4起，造成4人受伤。

### 铁路

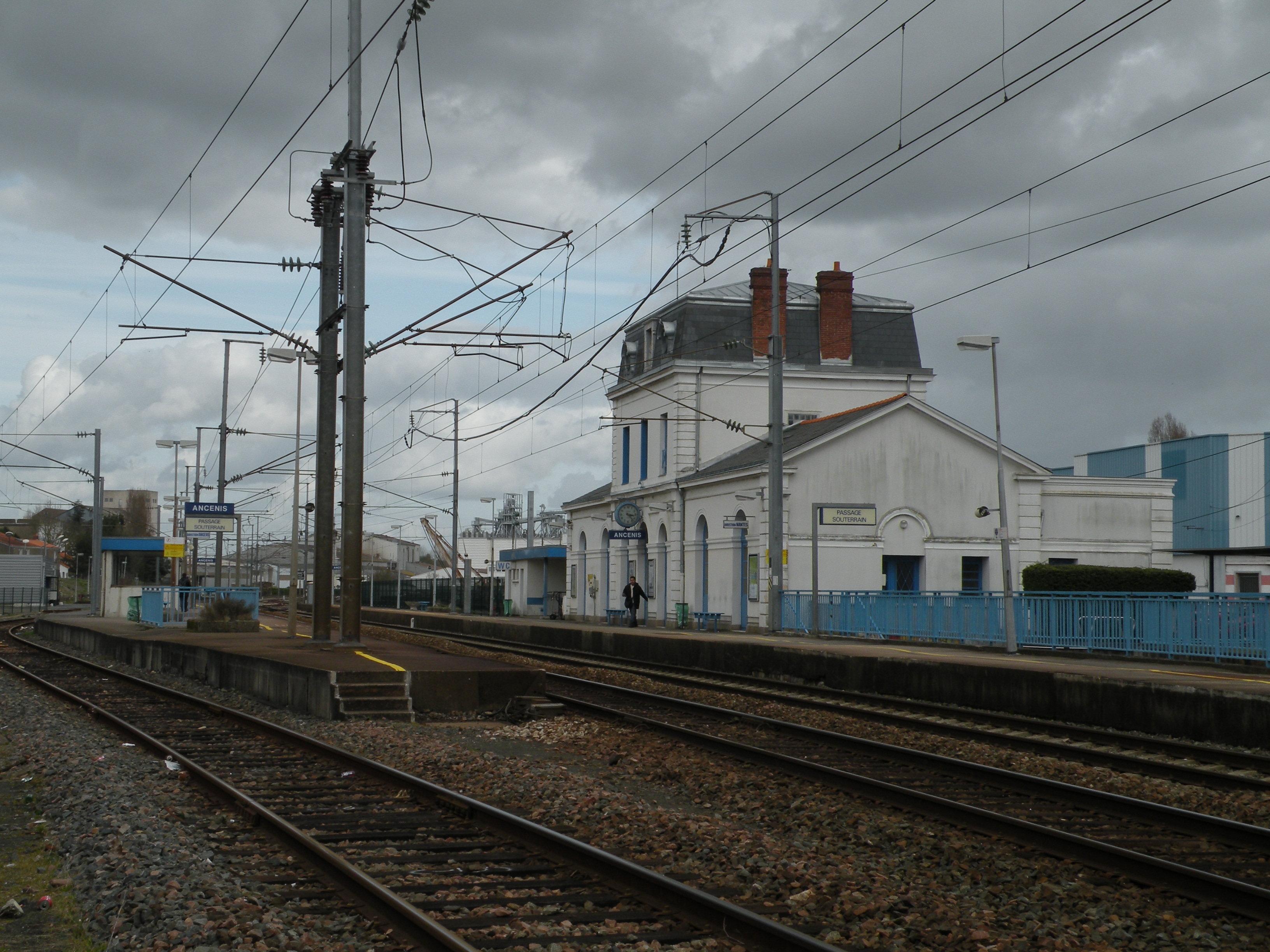
昂斯尼火车站

昂斯尼-圣热雷翁位于图尔－圣纳泽尔铁路上。昂斯尼站位于市区北部，该站每天停靠一班往返于南特和巴黎之间的高速列车，往返于奥尔良和勒克鲁瓦西克之间的卢瓦尔河号列车，以及由南特出发前往昂热、图尔、勒芒以及雷恩的区域列车。

### 航空
距离昂斯尼-圣热雷翁最近的民用航空站为南特机场，距离昂斯尼-圣热雷翁市中心的公路里程约50公里。

### 城市公共交通
截至2022年5月，昂斯尼-圣热雷翁暂无城市公共交通系统。

## 政治

### 市政内阁

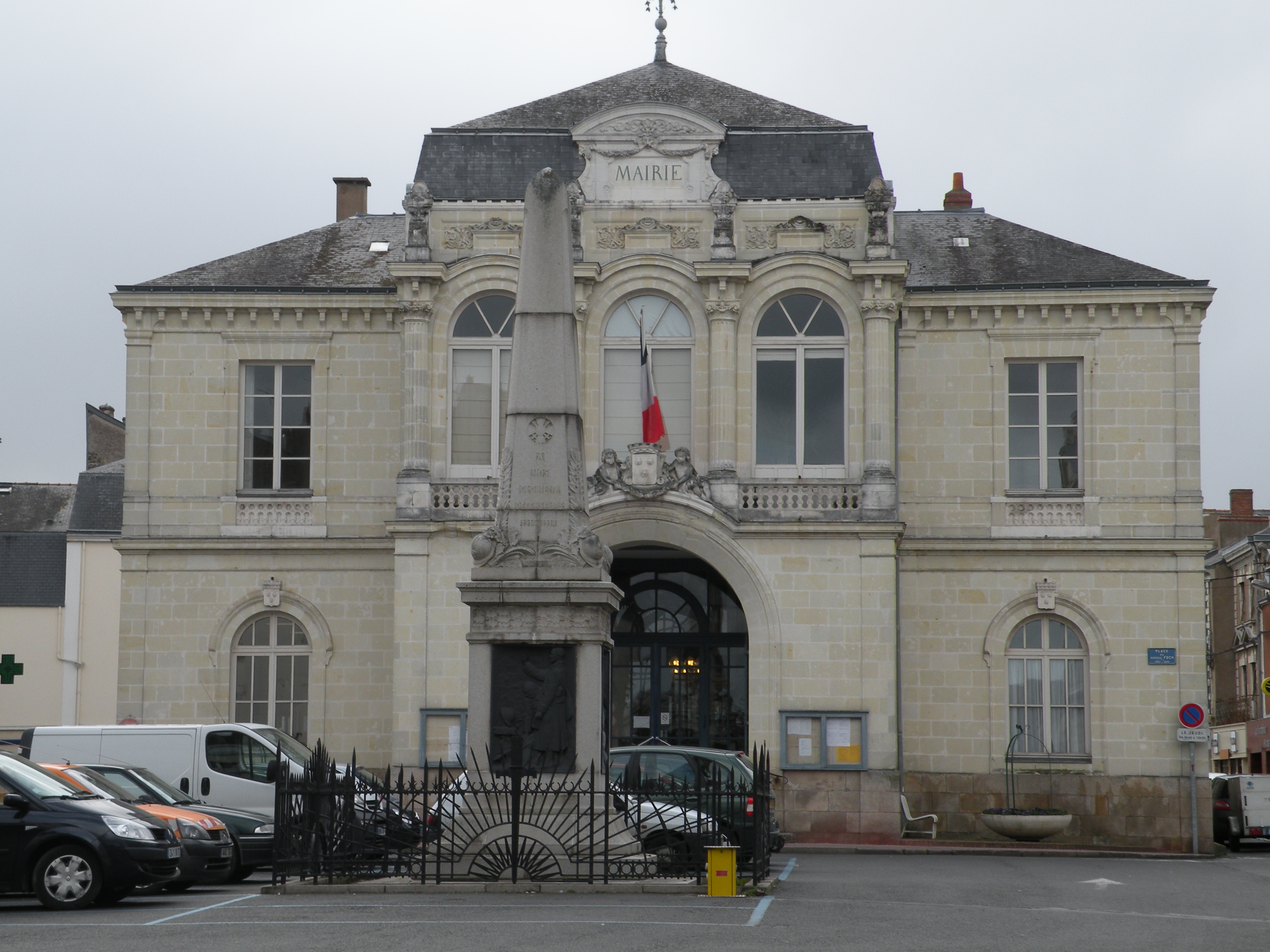
昂斯尼-圣热雷翁市政厅

昂斯尼-圣热雷翁的现任市长为雷米·奥龙先生（Rémy ORHON），他是一名左翼无党派人士的一名成员，在2020年的市政选举中获得了58.5%的支持率。
| 昂斯尼-圣热雷翁历届市长 | 昂斯尼-圣热雷翁历届市长          | 昂斯尼-圣热雷翁历届市长 |
| 任期                    | 市长                             | 党派                    |
| ----------------------- | -------------------------------- | ----------------------- |
| 2019年－2020年          | Jean-Michel TOBIE 让-米歇尔·托比 | LREM复兴                |
| 2020年－                | Rémy ORHON 雷米·奥龙             | DVG左翼无党派人士       |

### 各级选举
| 昂斯尼-圣热雷翁历届投票选举结果 | 昂斯尼-圣热雷翁历届投票选举结果 | 昂斯尼-圣热雷翁历届投票选举结果 | 昂斯尼-圣热雷翁历届投票选举结果 | 昂斯尼-圣热雷翁历届投票选举结果  | 昂斯尼-圣热雷翁历届投票选举结果 | 昂斯尼-圣热雷翁历届投票选举结果 | 昂斯尼-圣热雷翁历届投票选举结果  | 昂斯尼-圣热雷翁历届投票选举结果 | 昂斯尼-圣热雷翁历届投票选举结果 |
| 选举项目                        | 选举范围                        | 选区单位                        | 选举结果                        | 选举结果                         | 选举结果                        | 选举结果                        | 选举结果                         | 选举结果                        | 参考资料                        |
| 选举项目                        | 选举范围                        | 选区单位                        | 第一轮胜出者                    | 第一轮胜出者                     | 支持率                          | 第二轮胜出者                    | 第二轮胜出者                     | 支持率                          | 参考资料                        |
| ------------------------------- | ------------------------------- | ------------------------------- | ------------------------------- | -------------------------------- | ------------------------------- | ------------------------------- | -------------------------------- | ------------------------------- | ------------------------------- |
| 2017年法國總統選舉              | 法國                            | 昂斯尼                          |                                 | 埃马纽埃尔·马克龙                | 29.92%                          |                                 | 埃马纽埃尔·马克龙                | 79.42%                          | [ 30 ]                          |
| 2017年法國總統選舉              | 法國                            | 圣热雷翁                        |                                 | 埃马纽埃尔·马克龙                | 32.4%                           |                                 | 埃马纽埃尔·马克龙                | 78.44%                          | [ 30 ]                          |
| 2017年法国立法选举              | 大西洋卢瓦尔省第六选区          | 昂斯尼                          |                                 | 伊夫·达尼埃尔                    | 46.03%                          |                                 | 伊夫·达尼埃尔                    | 66.74%                          | [ 30 ]                          |
| 2017年法国立法选举              | 大西洋卢瓦尔省第六选区          | 圣热雷翁                        |                                 | 伊夫·达尼埃尔                    | 49.45%                          |                                 | 伊夫·达尼埃尔                    | 69.56%                          | [ 30 ]                          |
| 2019年欧洲议会选举              | 法國                            | 市镇                            |                                 | 纳塔莉·卢瓦索                    | 26.99%                          | （不适用）                      | （不适用）                       | （不适用）                      | [ 32 ]                          |
| 2021年法国省级选举              | 大西洋卢瓦尔省                  | 县                              |                                 | 阿兰·布尔关 纳迪娜·尤            | 39.2%                           |                                 | 雷米·奥龙 蕾伊拉-罗萨娜·托米尼奥 | 51.18%                          | [ 33 ]                          |
| 2021年法国省级选举              | 大西洋卢瓦尔省                  | 市镇                            |                                 | 雷米·奥龙 蕾伊拉-罗萨娜·托米尼奥 | 52.04%                          |                                 | 雷米·奥龙 蕾伊拉-罗萨娜·托米尼奥 | 61.61%                          | [ 33 ]                          |
| 2021年法国大区选举              |                                 | 市镇                            |                                 | 克丽丝泰勒·莫朗赛                | 35.33%                          |                                 | 克丽丝泰勒·莫朗赛                | 45.45%                          | [ 34 ]                          |
| 2022年法国总统选举              | 法國                            | 市镇                            |                                 | 埃马纽埃尔·马克龙                | 33.99%                          |                                 | 埃马纽埃尔·马克龙                | 71.25%                          | [ 30 ]                          |

## 人口
2018年，昂斯尼-圣热雷翁市镇人口数量为11,012，在法国排名第897位。其中男性5,261人，女性5,751人，75岁及以上人口占9.8%，外籍人口数量为2,350人，人口密度为549人/平方公里，当地居民被称为（男性）或（女性）。2019年，昂斯尼-圣热雷翁境内出生87人，死亡人口95人。
| 昂斯尼-圣热雷翁2016年－2019年人口变化情况 |
|                                           |
| 数据来源：INSEE                           |

## 经济

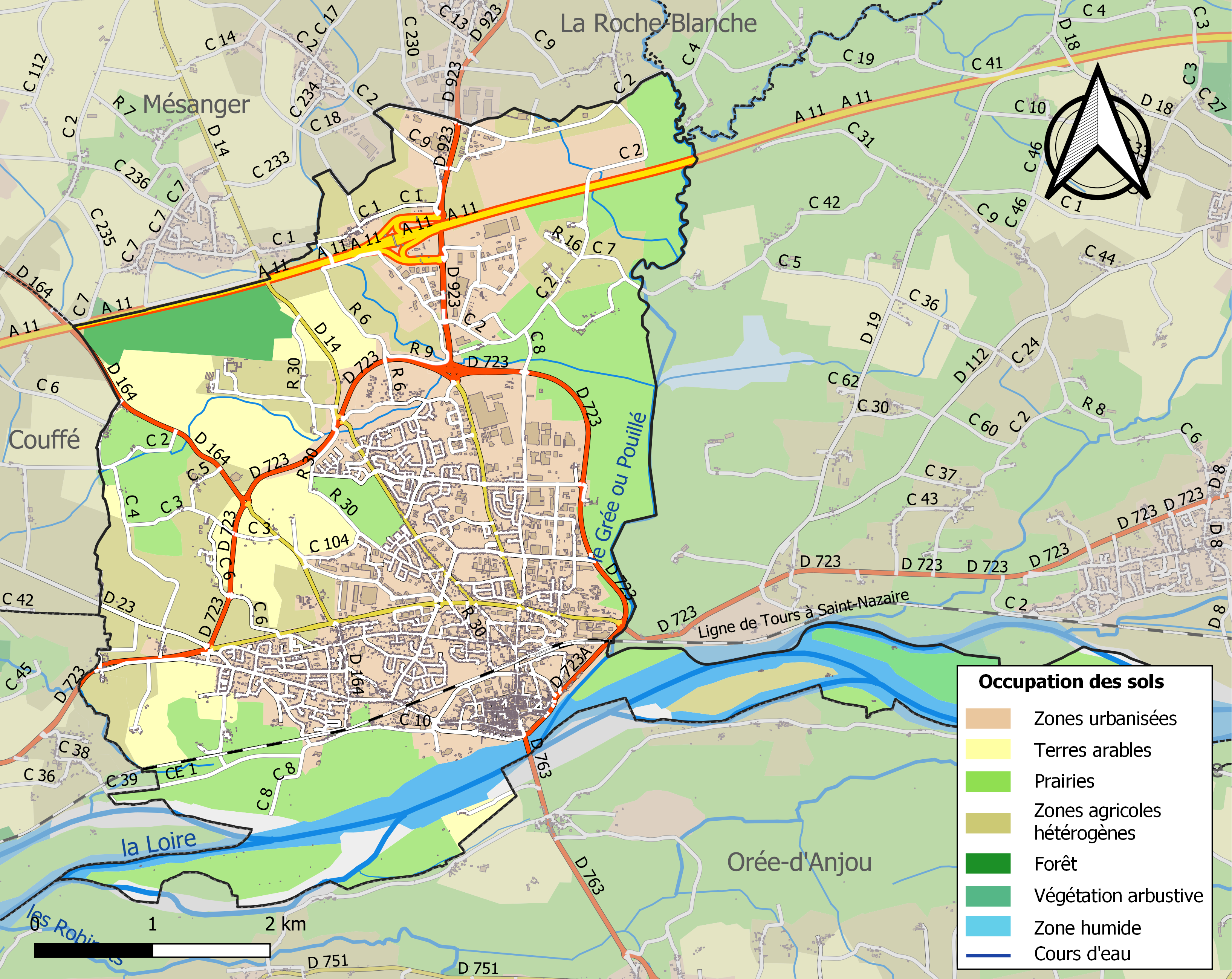
昂斯尼-圣热雷翁土地利用情况地图

昂斯尼-圣热雷翁是一个区域性的中心城市，截止2022年5月，昂斯尼-圣热雷翁市镇范围内共有各类用人单位（包含自雇）1,734家，平均历史为16年，其中94.79%为中小型企业（PME），2022年3月至5月间，当地的经济活力指数为0.75%。（承重机械）、（暖通设备）及（钢铁）是当地2020年营业额最高的三个企业，分别为168,322,351欧元59,343,446欧元和50,545,945欧元。

## 财政与居民收入
2020年，昂斯尼-圣热雷翁的财政收入总额为14,877,100欧元，财政支出总额为11,574,700欧元，当年的债务总额为8,180,660欧元。2021年，昂斯尼-圣热雷翁共获得797,853欧元的国家财政补助，比上一年增加了4.46%。
2019年，昂斯尼-圣热雷翁的人均月收入总额为2,217欧元，其中高级职员为3,645欧元，低于法国平均水平（4,230欧元）；中级职员为2,324欧元，低于法国平均水平（2,411欧元）；普通职员为1,735欧元，亦低于法国平均水平（1,740欧元）。
2018年，昂斯尼-圣热雷翁境内的青壮年（15至64岁）失业率为11.9%，当地48%的家庭拥有纳税资格，平均纳税2,713欧元，低于法国平均水平（3,910欧元）。

## 社会事务

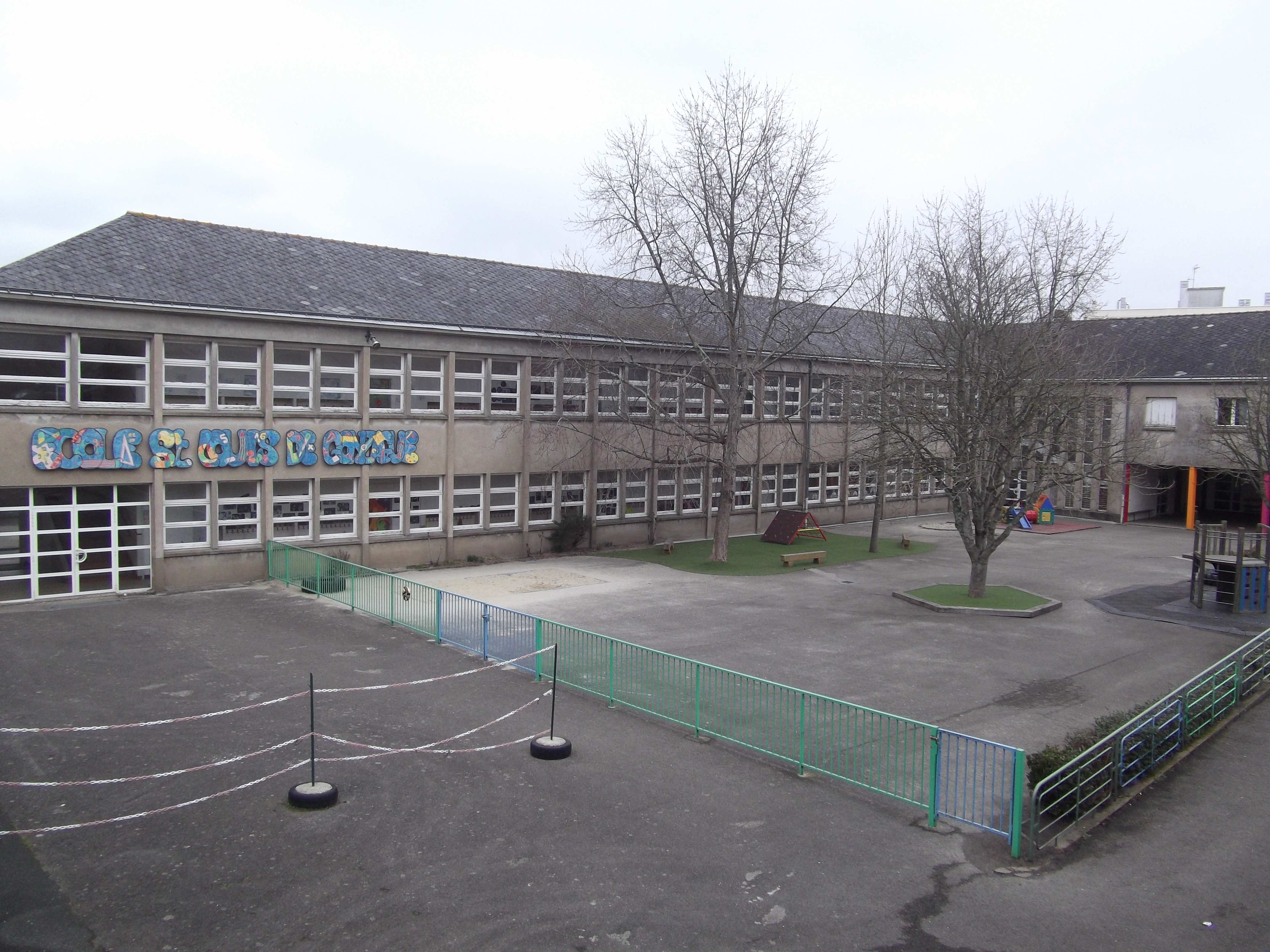
昂斯尼-圣热雷翁的一所学校

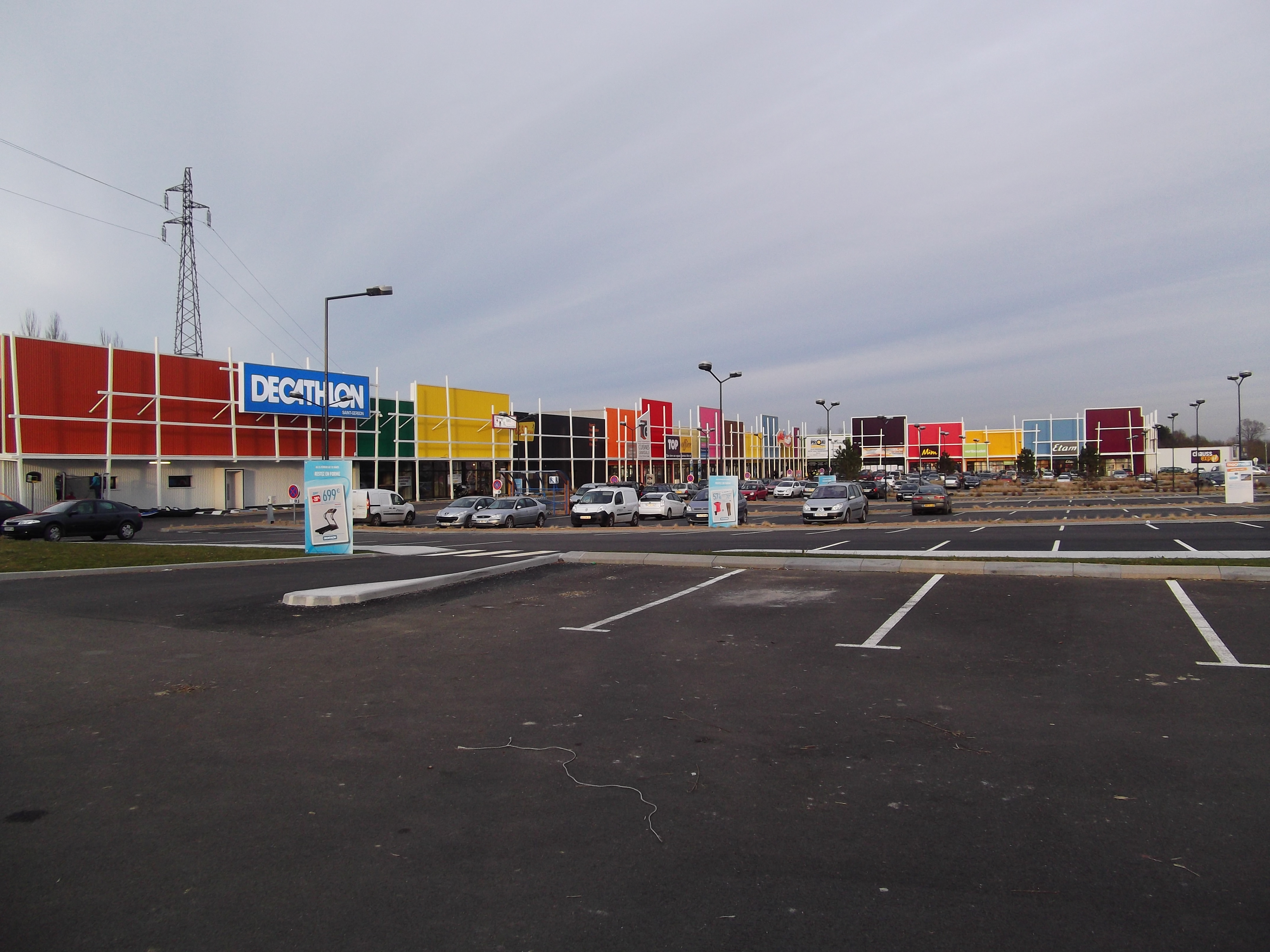
昂斯尼-圣热雷翁市区西北部的商业中心

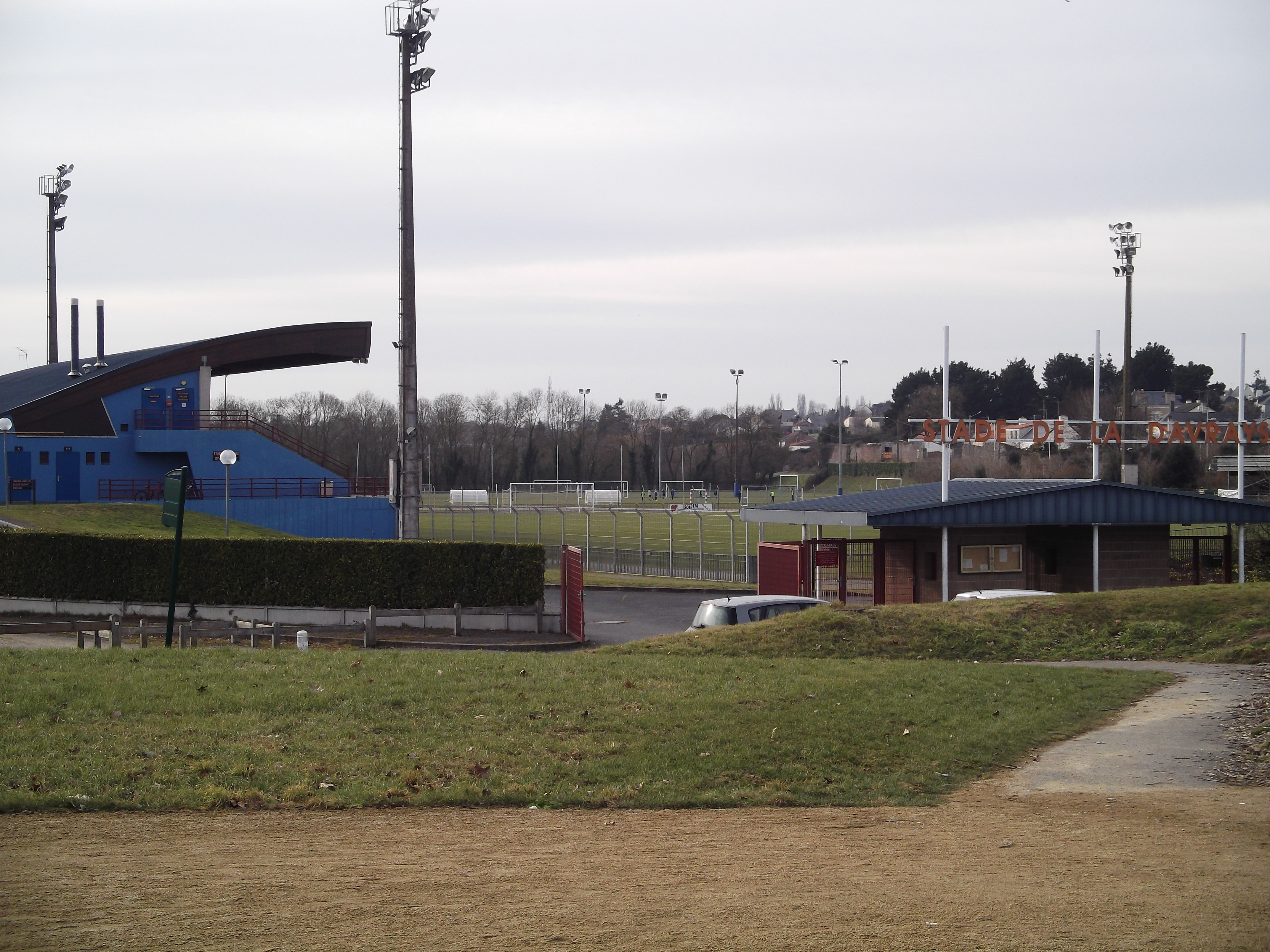
拉达夫赖球场

### 教育
昂斯尼-圣热雷翁属于南特学区。截止2020年1月1日，昂斯尼-圣热雷翁境内共有1所幼儿园、5所小学、2所初级中学、2所普通高中、1所农业高中和1所职业高中。2018至2019学年度，昂斯尼-圣热雷翁境内共有在校中等教育阶段学生3,138名。

### 医疗
截止2020年1月1日，昂斯尼-圣热雷翁境内共有全科医生13名、保健师18名、牙医11名、护士7名、耳科医生3名、眼科医生26名、皮肤科医生1名和助产士4名。境内共有药房4家、养老院2家、残疾人帮扶中心7家。
埃德尔-卢瓦尔中心医院（Centre Hospitalier Erdre et Loire）是法国的一个区域性医疗机构，其主病区位于昂斯尼-圣热雷翁市区，设有床位150个，是当地规模最大的公立综合性医院。

### 住房
2018年，昂斯尼-圣热雷翁境内共有各类住房5,510套，其中63.6%为独立式居民区，34.9%为集中式居民区。常住房屋占昂斯尼-圣热雷翁市镇范围内居民建筑总量的91.2%。
在住房保障政策方面，2020年，昂斯尼-圣热雷翁境内共有1,123户家庭获得了住房经济补助，受益人数占总人口数量的10.2%，其中1,080份为房租补助。

### 商业
2019年，昂斯尼-圣热雷翁境内共有各类实体商铺384家，其中餐厅49家、大型超市8家、杂货店6家、面包房13家、肉铺5家、书店2家、装饰品店1家、银行门店11家、美容美发店19家、汽车维修店22家。市区西北部建有大型开放式商业街区，有E.Leclerc、Intersport、迪卡侬等购物商场。

### 体育
2020年，昂斯尼-圣热雷翁境内共有3家游泳池、5间体育馆、2座综合体育场、8处网球场、5处足球或橄榄球场以及7处篮球或排球场。
截至2022年5月，昂斯尼-圣热雷翁境内共有三家注册足球俱乐部。昂斯尼-圣热雷翁竞技俱乐部（Racing Club Ancenis Saint-Géréon，编号500268）是当地的代表性足球队，其主队2021至2022赛季参加卢瓦尔河地区大区足球联赛乙组（法国第七级别），其主场为拉达夫赖球场（Stade de la Davrays）。

### 环境
昂斯尼-圣热雷翁的环境事务由其所属的昂斯尼地区市镇公共社区负责。2019年，昂斯尼-圣热雷翁境内共有2家污染企业。

### 治安
2020年，昂斯尼-圣热雷翁国家宪兵队（Zone gendarmerie de Ancenis-Saint-Géréon）辖区内共25个市镇累计发生各类案件2,700起，其中盗窃类案件1,693起，经济类案件345起，毒品交易类案件35起。

## 文化
2020年，昂斯尼-圣热雷翁境内共有1家剧场和1家电影院。昂斯尼地区市镇公共社区在昂斯尼-圣热雷翁市区建有七星诗社多媒体中心（La Médiathèque La Pléiade），每周二至六向公众开放。

### 建筑
昂斯尼-圣热雷翁境内有多处历史建筑，其中法国国家文物保护单位包括昂斯尼城堡、圣伯多禄教堂等，昂斯尼悬索桥则是当地的地标性建筑物。

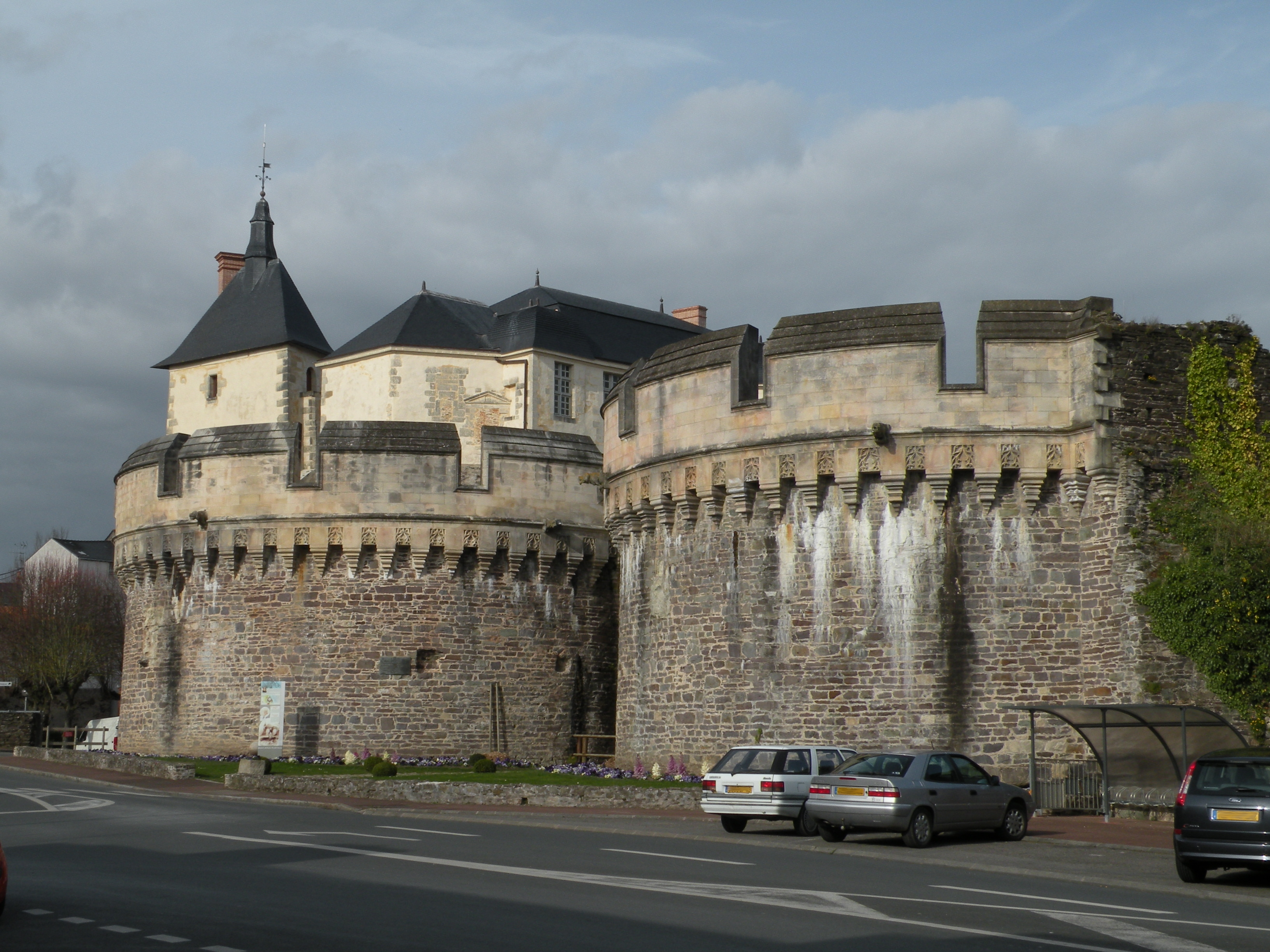
昂斯尼城堡（法语：Château d'Ancenis）
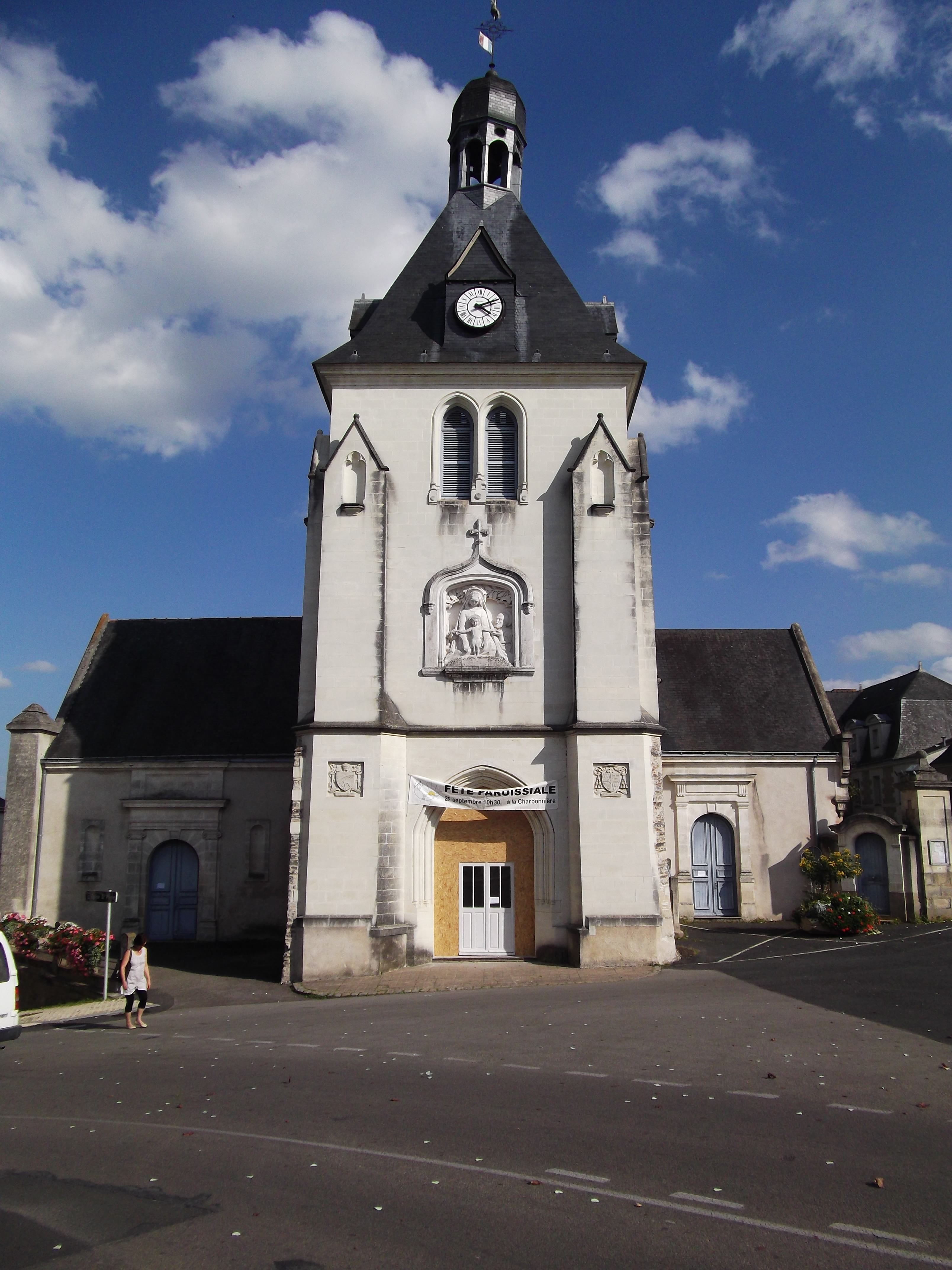
圣伯多禄教堂（法语：Église Saint-Pierre d'Ancenis）
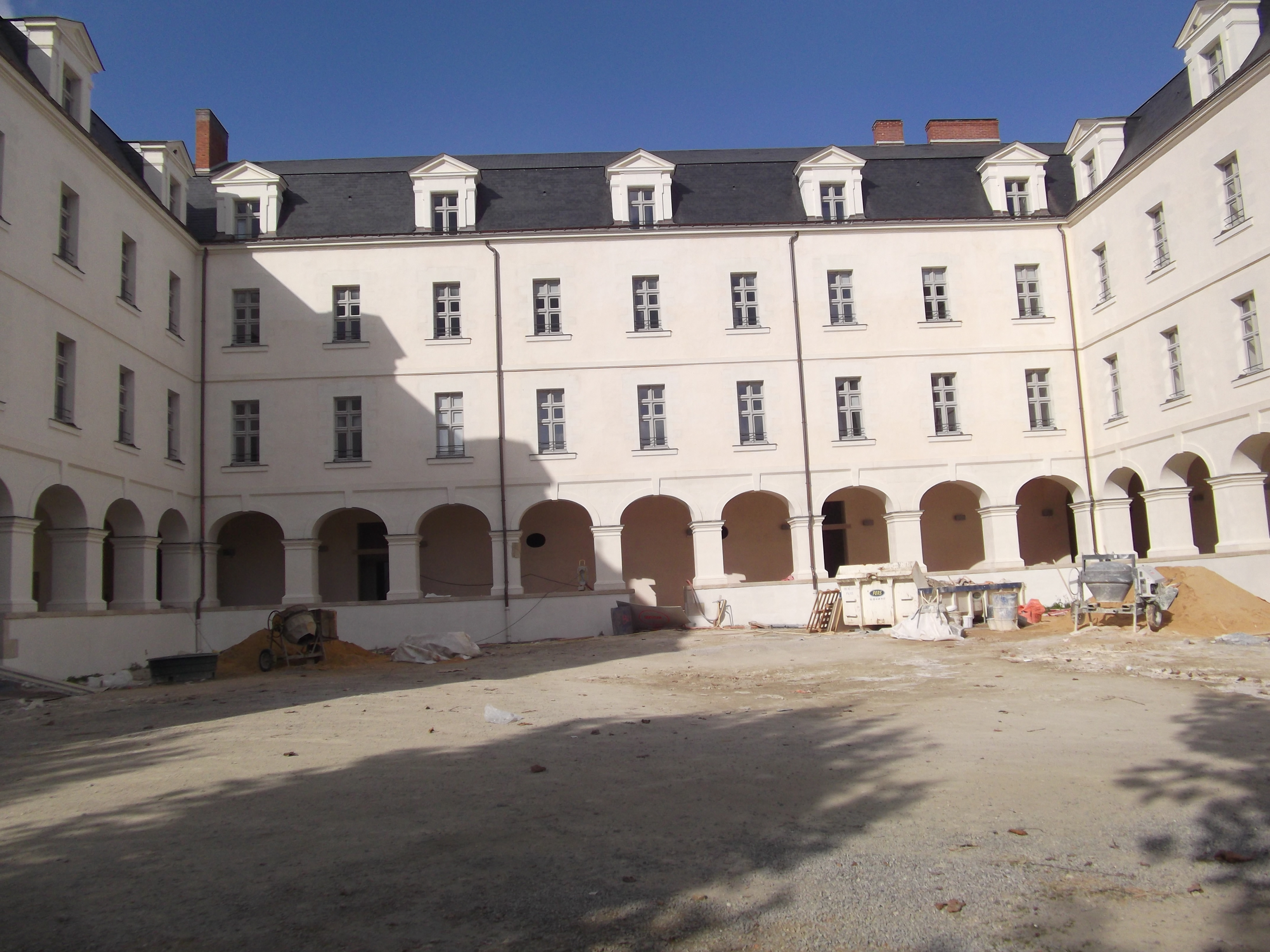
教会
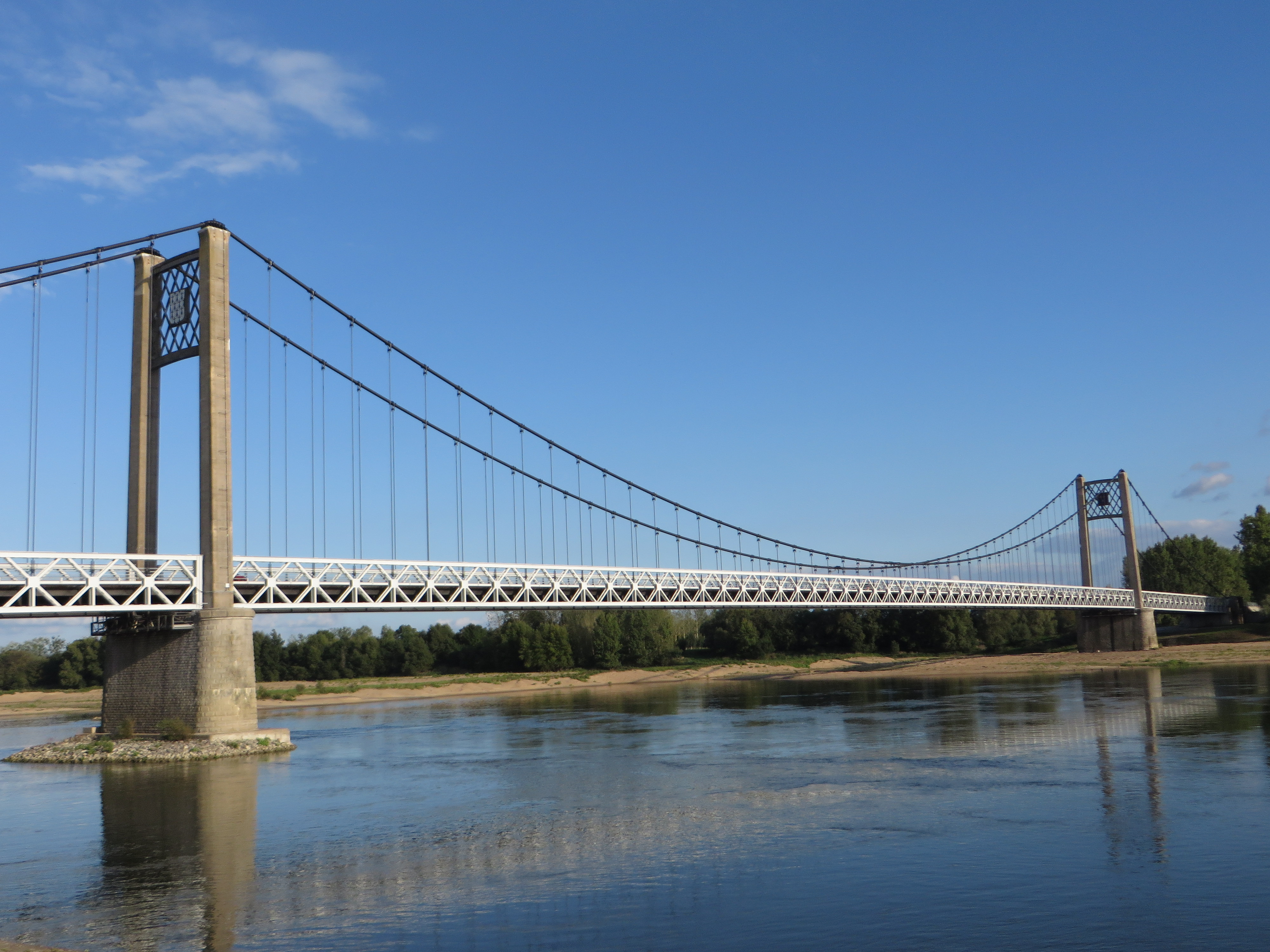
昂斯尼悬索桥（法语：Pont suspendu d'Ancenis）
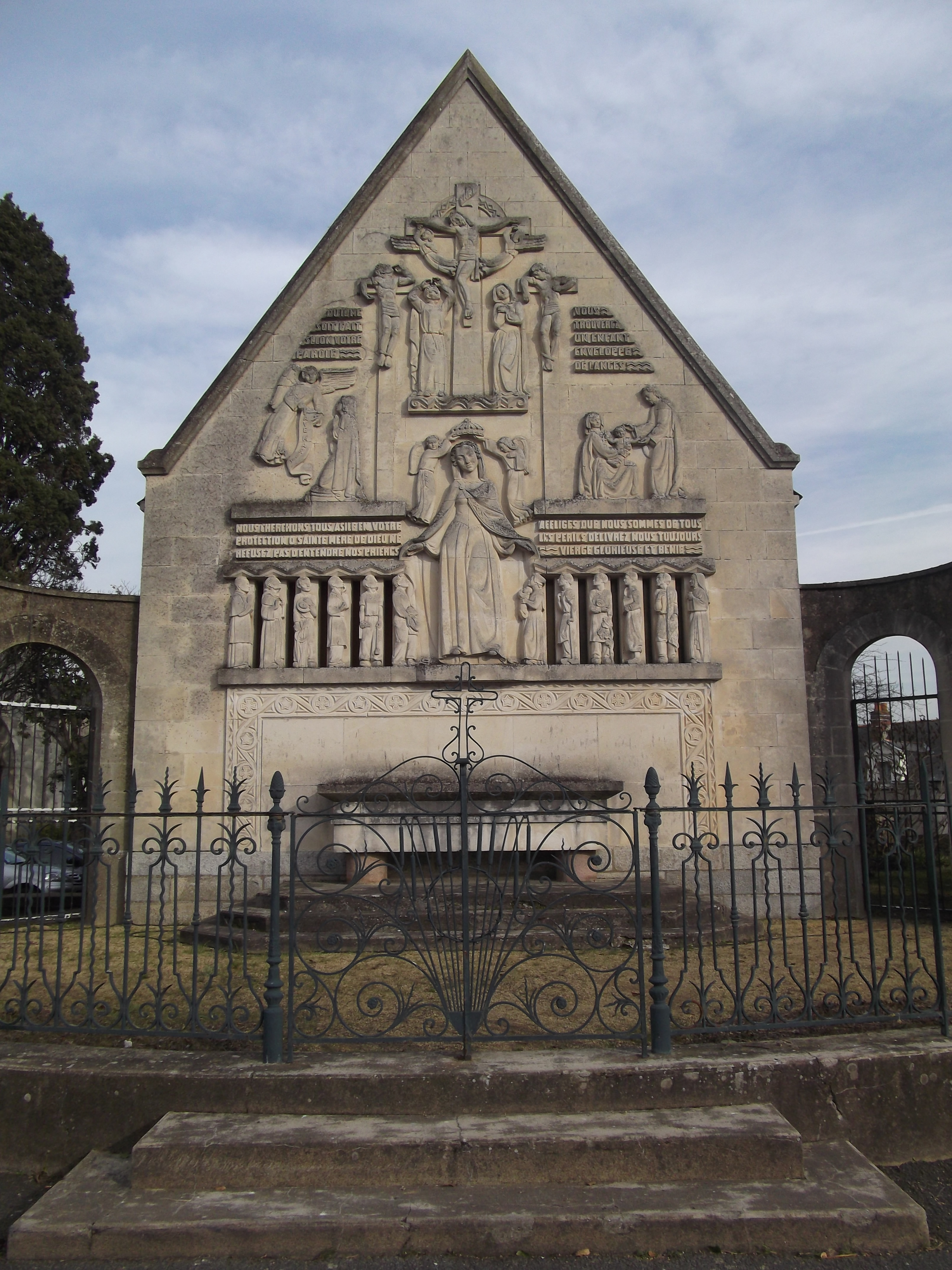
圣母小教堂
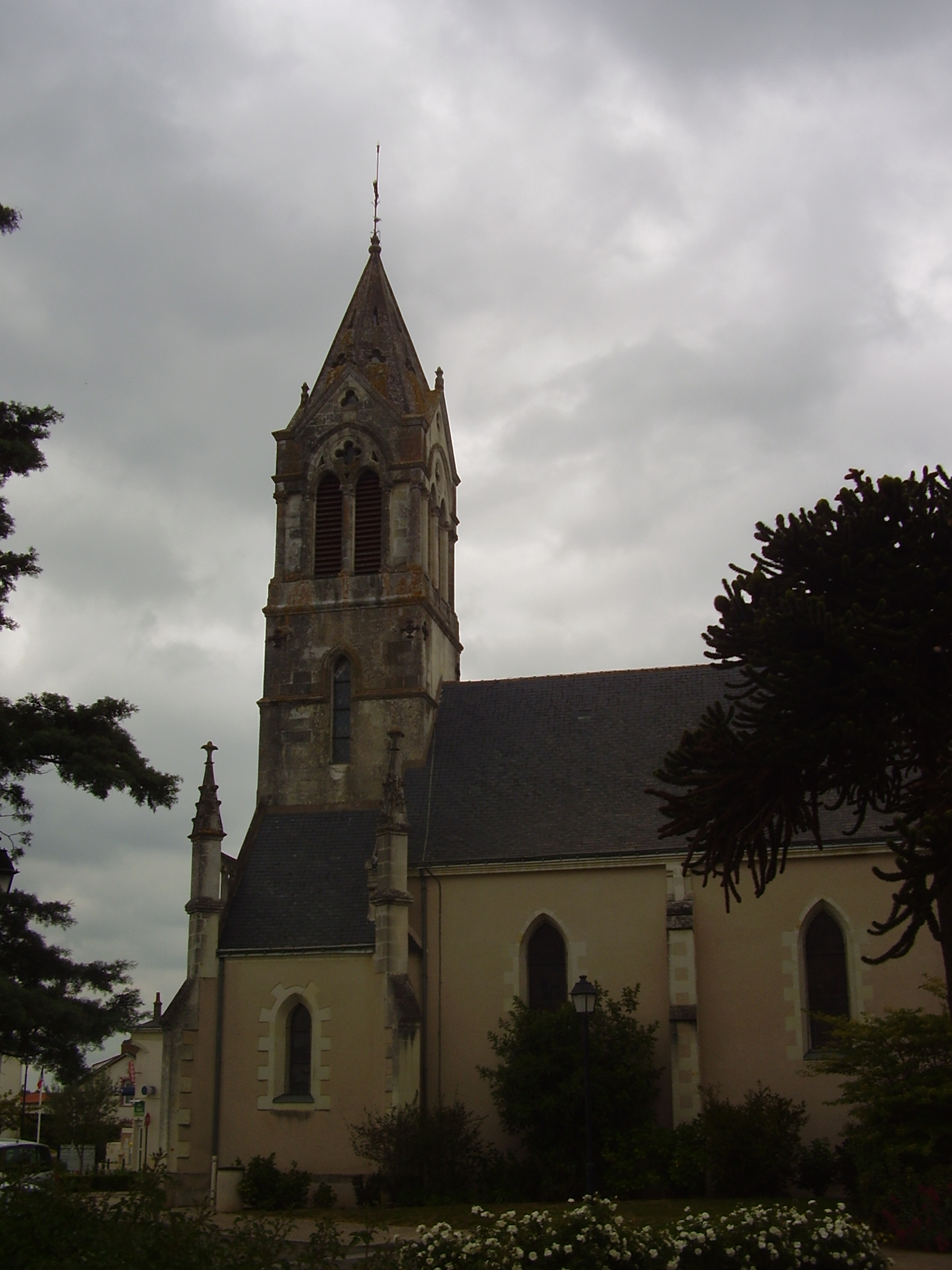
圣热雷翁教堂
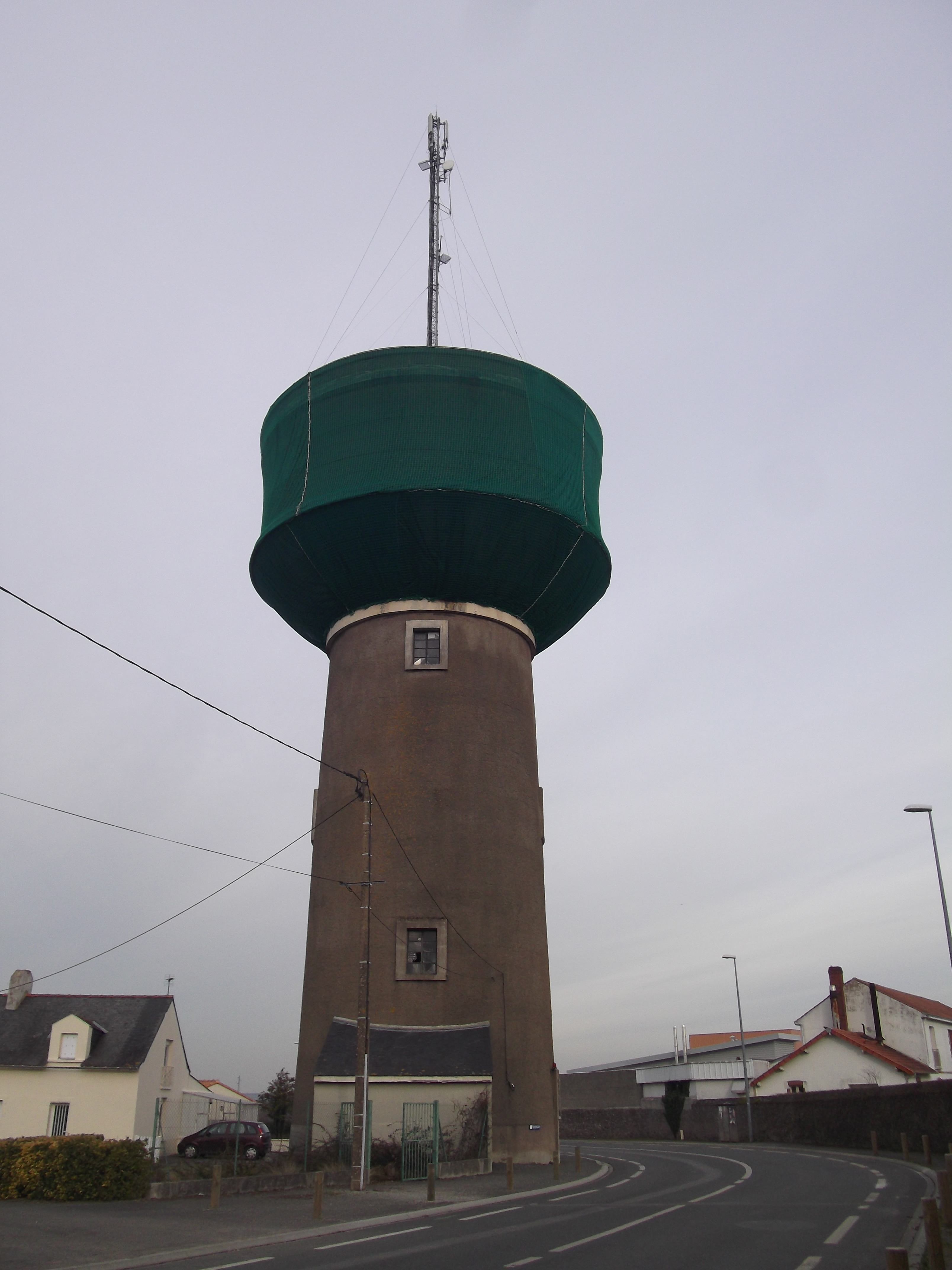
水塔
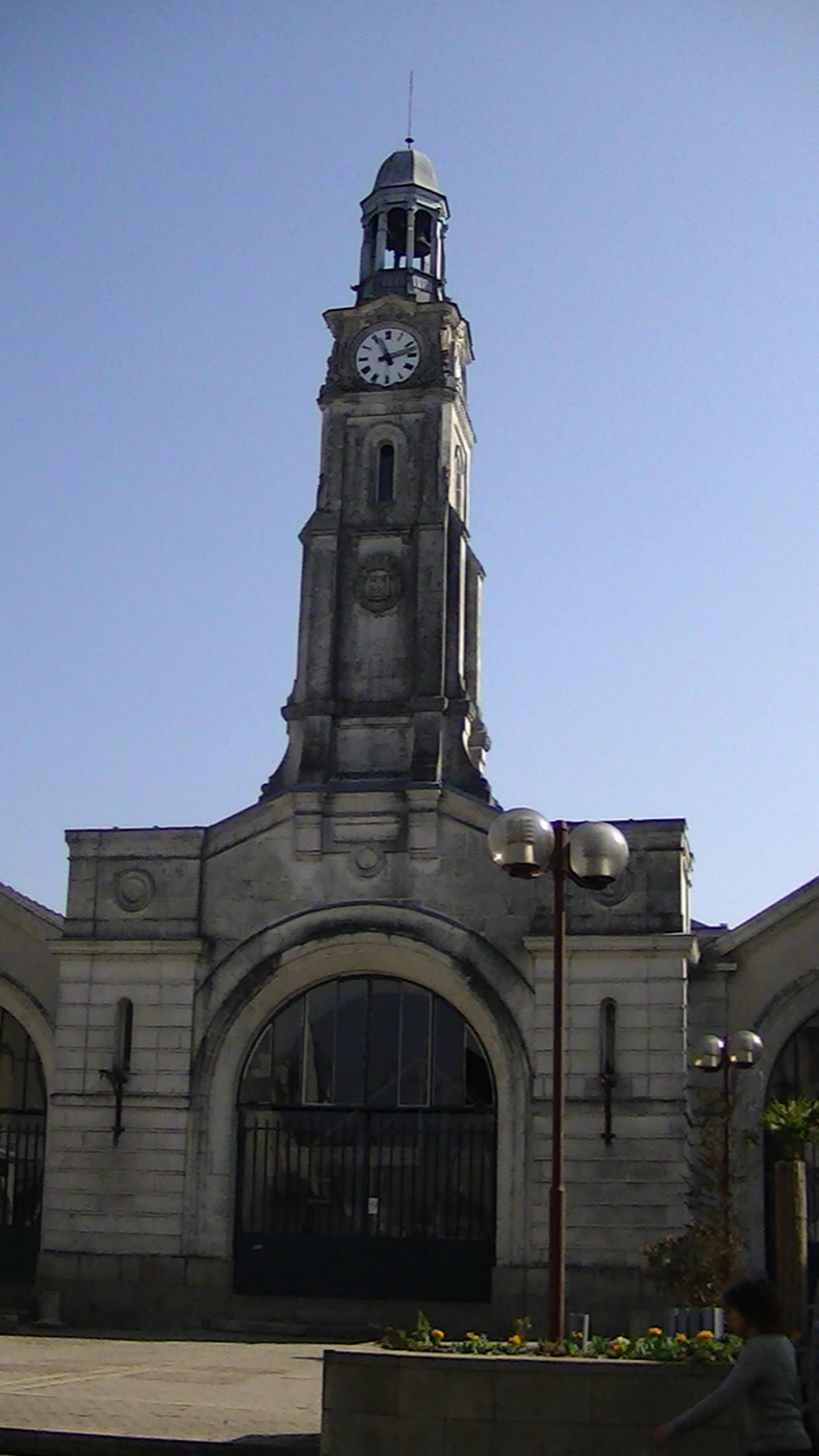
大堂钟楼

### 旅游

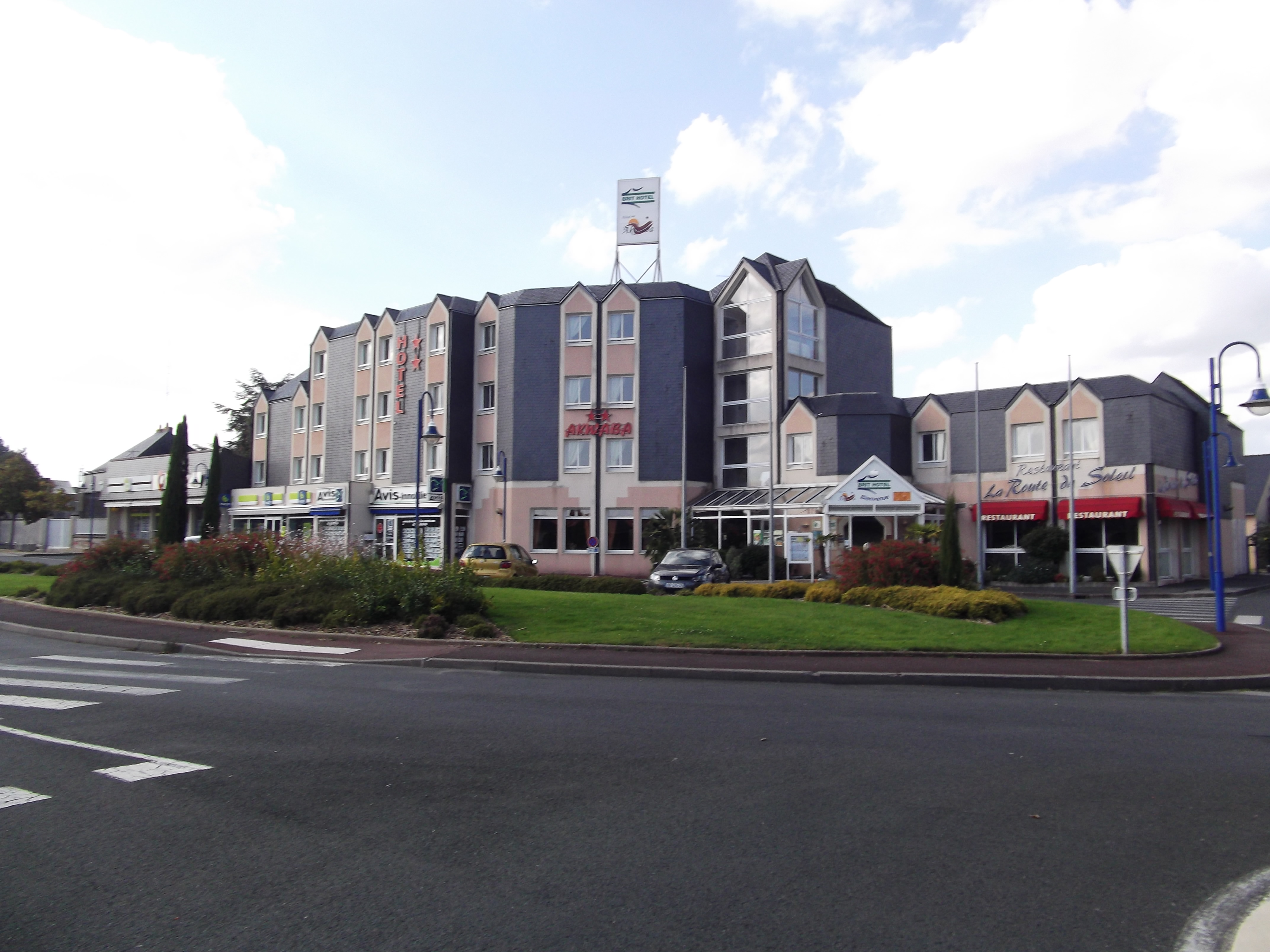
昂斯尼-圣热雷翁的一处酒店

昂斯尼-圣热雷翁的旅游事务由其所属的昂斯尼地区市镇公共社区负责。2021年，昂斯尼-圣热雷翁境内共有3家酒店共计121间房间；另有1个露营地，可容纳共124辆露营车。

### 媒体
法国主要的媒体均可在昂斯尼-圣热雷翁接收，法国电视三台下属的卢瓦尔河地区大区频道在部分时段播出昂斯尼-圣热雷翁所属区域的地方新闻。《大洋报》（隶属于《法国西部报》）、蓝色法兰西卢瓦尔大洋广播、云雀广播、南特电视台等是当地主要的地方性媒体。

## 相关人物
法国画家亨利·奥特曼、导演贝尔纳·图布朗-米歇尔和足球运动员佐敦·韋尼杜特出生于昂斯尼。

## 友好城市
截至2022年5月，昂斯尼-圣热雷翁共与两座城市互为友好城市关系：
- 德国 巴特布吕克瑙
- 英格兰 柯克姆